# Alouatta arctoidea
Alouatta arctoidea е вид бозайник от семейство Паякообразни маймуни (Atelidae). Видът е незастрашен от изчезване.

## Разпространение
Разпространен е във Венецуела.